# Вилхелмина Луиза фон Саксония-Майнинген
Вилхелмина Луиза фон Саксония-Майнинген (на немски: Wilhelmine Luise von Sachsen-Meiningen; * 19 януари 1686, Майнинген; † 5 октомври 1753, Бернщат/Берутов) от рода на Ернестински Ветини, е херцогиня от Саксония-Майнинген и чрез женитба херцогиня на Вюртемберг-Бернщат/Берутов в Силезия, Полша.

## Живот
Тя е дъщеря на херцог Бернхард I фон Саксония-Майнинген (1649 – 1706) и втората му съпруга Елизабет Елеонора фон Брауншвайг-Волфенбютел (1658 – 1729), дъщеря на херцог Антон Улрих фон Брауншвайг-Волфенбютел (1633 – 1714) и Елизабет Юлиана фон Холщайн-Норбург (1634 – 1704). Сестра е на Елизабет Ернестина (1681 – 1766), абатиса на Гандерсхайм (1713), Елеонора Фридерика (1683 – 1739), канониса в Гандерсхайм, и на херцог Антон Улрих фон Саксония-Майнинген (1687 – 1763).
Вилхелмина Луиза се омъжва на 20 декември 1703 г. в Майнинген за херцог Карл фон Вюртемберг-Бернщат (* 11 март 1682; † 8 февруари 1745, Бернщат/Берутов), син на херцог Юлиус Зигмунд фон Вюртемберг-Юлиусбург (1653 – 1684) и Анна София фон Мекленбург-Шверин (1647 – 1726). Бракът е бездетен. Той живее разхитително.
Вилхелмина Луиза умира на 67 години на 5 октомври 1753 г. в Бернщат (Берутов).